# Liebeszauber (Franz von Gaudy)
Liebeszauber ist eine Novelle von Franz von Gaudy, die erstmals 1838 in der Sammlung Venetianische Novellen erschien.

## Inhalt
Zur Zeit der Spanischen Vizekönige von Neapel wird der junge Edelmann Don Vinzenzo Altaguardia von seinem Vater Stefano auf die Universität von Neapel geschickt. Der intelligente und strebsame, aber in gesellschaftlichen Dinge unerfahrene Student erweist sich über lange Zeit hinweg als ausgezeichneter Schüler, wie der Vater aus Briefen erfährt und womit er sich gern gegenüber seiner Umgebung brüstet.
Nach der Promotion zum Baccalaureus lässt sich Vinzenzo überreden, seine letzten Tage in Neapel mit Zerstreuungen zu verbringen. Er besucht aufgrund dessen die Gaststätte Mergellina in der Nähe des einstigen Palastes der Königin Johanna. Dort erblickt der junge Mann eine außergewöhnlich schöne Frau, die er anhand ihrer Begleiter auch als vermögend ansieht. Sie offenbart sich als Donna Rosaura de Miraflores y los Valles, Gräfin von Sierradragone. Beide verbringen einen fröhlichen Abend miteinander, ehe die Dame unvermittelt von ihm scheidet. Vinzenzo malt sich in seiner Fantasie eine gemeinsame Zukunft mit der Adligen aus. Als er sie jedoch kurz darauf in ihrem Haus besuchen möchte, erweist sich dies als von innen und außen heruntergekommen. Auch die vermeintliche Dienerschaft der Donna verhält sich spröde und abweisend. Die Schöne kann aber jegliche Bedenken ihres Verehrers mit Ausreden zerstreuen und beide verleben vergnügliche Tage. Don Stefano erhält jedoch postalisch Mitteilungen über das neuerliche Verhalten seines Sohnes und reist selbst nach Neapel. Dort kann er Vinzenzo beweisen, dass die vermeintliche spanische Adlige eigentlich eine Ballerina und Betrügerin ist. Sie versucht, die Anhänglichkeit ihres Geliebten mit Hilfe der Hexe Mutter Maddalena zurückzugewinnen. Diese pflanzt einen Liebeszauber in eine Hühnerpastete, die jedoch versehentlich von Vinzenzos Pferd gefressen wird. Das Tier rast daraufhin ins Balletttheater und versucht, einer Tänzerin den Hof zu machen. Der Baccalaureus verlässt mit seinem Vater überstürzt die Stadt, während der örtliche Inquisitor die angebliche Donna in die Besserungsanstalt dell' Annunziata einweisen lässt. Mutter Maddalena wird auf dem Scheiterhaufen verbrannt.
Don Stefano zieht seine Lehren aus der Geschichte und begegnet Altersgenossen, die von den Vorzügen ihrer Kinder prahlen, künftig nur noch mit Unglauben.